# Sheila Chisholm
Margaret Sheila Mackellar Chisholm (Sydney, 9 de setembro de 1895 – Londres, 13 de outubro de 1969) foi uma socialite australiana e it girl na alta sociedade britânica durante e após a Primeira Guerra Mundial. Era membro do Bright Young People, grupo de jovens ricos que tiveram grande destaque nos tablóides da década de 1920 por suas travessuras hedonistas. 
Conhecida por sua beleza impressionante, ela provavelmente é a inspiração para a expressão australiana a good-looking sheila (uma bela sheila) para descrever uma mulher bonita.
Ela inspirou o escritor britânico Evelyn Waugh a escrever seu famoso romance de 1948, The Loved One.

## Biografia

### Família e primeiros anos
Nascida em 9 de setembro de 1895 em Woollahra, Sydney, era a filha mais nova, única menina, do criador de gado Harry Harry Chisholm e sua esposa Margaret, nascida Mackellar,  que possuíam uma propriedade familiar Wollogorang, perto de Breadalbane, Nova Gales do Sul. Seu bisavô paterno era escocês e chegou à Austrália com a Segunda Frota de colonos em 1790.
Os Chisholms se tornaram membros ricos em Nova Gales do Sul, e ela foi criada em Wollogorang com seus dois irmãos mais velhos, John e Roy. Como a única garota em um mundo rude e dominado por homens, ela frequentemente tentava igualar e superar os trabalhadores nas tarefas da estação. Ela lembrou como gostava de "ir mais longe do que o homem mais distante" ao nadar na praia de Bondi, até que testemunhou um homem perder a perna em um ataque de tubarão. Depois que sua família se mudou para Sydney em 1912, ela frequentou a Kambala School for Girls. Chisholm era atraída pelas artes e tinha um profundo apreço pela flora e fauna da Austrália. Em suas memórias não publicadas, Waltzing Matilda, ela descreveu sua adolescência como "uma mistura estranha de romantismo e infantilidade ... Eu não tinha consciência da minha aparência".

### Vida adulta
Em 1914, Chisholm e sua mãe navegaram para a Inglaterra a bordo do SS Mongolia. Elas planejaram passar meses na Europa, mas sua viagem foi estendida pelo início da Primeira Guerra Mundial, tornando a longa jornada de volta à Austrália muito perigosa.
Chisholm e sua mãe viajaram para o Cairo, onde um de seus irmãos estava estacionado em um regimento de cavalaria australiana. No Cairo, Chisholm conheceu o primeiro de seus três maridos, Lorde Loughborough. Loughborough era um jogador compulsivo, mais tarde imortalizado como "o homem que quebrou o banco em Monte Carlo".  O casal teve dois filhos juntos.  Seu filho mais velho, Anthony, sucedeu seu pai como conde de Rosslyn . Seu filho mais novo, Peter, um piloto da Força Aérea Real, foi morto em serviço ativo em setembro de 1939 nas primeiras semanas da Segunda Guerra Mundial.
No final de 1918, Chisholm conheceu Bertie, o futuro rei Jorge VI, e ambos iniciaram um relacionamento amoroso. O irmão mais velho de Bertie, o Príncipe de Gales, se apaixonou por sua melhor amiga, Freda Dudley Ward. Eles se autodenominavam The Four Do's. Em abril de 1920, Bertie terminou seu relacionamento com Chisholm, ainda casada, em troca de um ducado concedido por seu pai.
A década de 1920 chegou trazendo de volta a calma e sutileza sociais da Inglaterra eduardiana. O desgosto da guerra e a perda trágica de jovens homens foram mascarados por uma nova era de decadência. Era uma época emocionante para ser jovem, bonita e titulada e Sheila não era exceção. Voltando sua atenção para as celebridades populares da época, Sheila começou um caso com o astro de cinema mais famoso do mundo, Rudolph Valentino. Em Londres para promover seu último filme, The Eagle, multidões de mulheres se aglomeravam em volta dele onde quer que ele fosse, mas foi a indiferença de Sheila que o atraiu. Ela desfilou com Valentino pela alta sociedade, dando jantares em sua homenagem e apresentando-o à vida noturna de Londres. E, quando ele voltou para Hollywood, ela o seguiu. Valentino deu a Sheila sua pulseira de ouro da sorte, que ela usava no braço, e quando ele morreu aos trinta e um anos em 1926, ela acreditou que era porque ela havia tirado sua sorte.
Em 1928, ela se casou com Sir John Milbanke e, como Lady Milbanke, ela foi uma das várias beldades da sociedade fotografadas como figuras clássicas por Madame Yevonde.
Em 1954, ela se casou pela terceira e última vez com o príncipe Dmitri Alexandrovich da Rússia, que vivia exilado em Londres.

### Morte e legado
Chisholm está enterrada na Capela de Rosslyn, na vila de Roslin, Midlothian, Escócia. Seu filho encomendou um vitral de São Francisco de Assis cercado por animais que podem ser vistos no batistério da capela. Em uma homenagem à ancestralidade australiana de Chisholm, há um canguru no canto inferior esquerdo da janela.
Chisholm caiu no esquecimento na época de sua morte e foi quase completamente esquecida até a publicação da biografia do jornalista Robert Wainwright em 2014, Sheila: The Australian Beauty Who Bewitched British Society.